# Изгрев (област Бургас)
Вижте пояснителната страница за други значения на Изгрев.
Ѝзгрев е село в Югоизточна България, община Царево, област Бургас.

## География
Село Изгрев се намира на около 48 km югоизточно от центъра на областния град Бургас и около 5 km югозападно от общинския център Царево. Разположено е в източните разклонения на странджанския планински рид Босна, на около 3 km югоизточно от връх Голеш (433,8 m) и около 1,5 km южно от връх Граничар (319,2 m). Преобладаващият наклон в селото е на юг. Надморската височина в северния му край е около 175 m, а в южния – около 120 m.
През село Изгрев минава второкласният републикански път II-99, който на югозапад води през селата Българи, Кондолово и Граматиково към град Малко Търново, а на североизток – към връзка югозападно от квартал Крайморие на град Бургас с първокласния републикански път I-9 (Европейски път Е87).
Землището на село Изгрев граничи със землищата на: село Велика на северозапад; град Царево на север и изток; село Бродилово на югоизток; село Българи на югозапад; село Кондолово на запад.
Населението на село Изгрев, наброявало 177 души при преброяването към 1934 г. и 343 към 1956 г., намалява до 57 (по текущата демографска статистика за населението) към 2021 г.
При преброяването на населението към 1 февруари 2011 г., от обща численост 24 лица, за 24 лица е посочена принадлежност към „българска“ етническа група.

## История
В района на селото в местността Лисово през античността вероятно е съществувало селище. При оран тук са намирани фрагменти от строителна и битова керамика, прешлени за вретено, обработени камъни. В околността са отбелязани и следи от рудни разработки. В източна посока към морето има сведение за старо гробище – „еленско гробье". Могили са засвидетелствувани в местностите Чоплаковци и Балиево, както и един могилен некропол в местността Синанево, югозападно от селото. Той се състои от около 50 малки могили, между които се намират и останките на 4 разрушени долмена. Най-запазеният е с две странични плочи, ориентирани запад – изток, и напречна плоча в западния край. В източния край двете плочи са събрани триъгълно на мястото на липсващата входна плоча; в източния край на северната странична плоча има конструктивен жлеб. Северната плоча е добре обработена, южната е с неравна повърхност поради изветряване. Останалите долмени са силно разрушени с разхвърляни наоколо натрошени камъни и парчета от плочите им.

## Население
Преброяване на населението през 2011 г.
Численост и дял на етническите групи според преброяването на населението през 2011 г.:
|                     | Численост |
| Общо                | 24        |
| Българи             | 24        |
| Турци               | -         |
| Цигани              | -         |
| Други               | -         |
| Не се самоопределят | -         |
| Неотговорили        | -         |

## Обществени институции
Изпълнителната власт в село Изгрев към 2022 г. се упражнява от кметски наместник.
В селото има православен храм „Света Марина“, осветен през 2001 г.